# Anolis cupeyalensis
Anolis cupeyalensis (смугасточеревий трав'яний аноліс) — вид ігуаноподібних ящірок родини анолісових (Dactyloidae). Ендемік Куби.

## Поширення і екологія
Смугасточереві трав'яні аноліси відомі з кількох місцевостей, розташованих на сході Куби. Вони живуть в мезофільних вічнозелених і напіввічнозелених лісах. трапляються в папоротевих заростях на берегах річок і струмків, на висоті до 704 м над рівнем моря. Живляться павуками.